# 争取民主和社会主义通讯委员会
争取民主和社会主义通讯委员会（英語：Committees of Correspondence for Democracy and Socialism，缩写为CCDS）是美国的一个民主社会主义组织，成立于1991年，最初取名为通讯委员会，是美国共产党内部的一个温和派团体，得名于美国革命期间出现的通讯委员会。该团体批评美国共产党主席格斯·霍尔的领导，并主张在苏联解体的背景下，美国共产党应放弃列宁主义，转而采取多倾向的民主社会主义路线。该团体仍然奉行马克思主义。美国共产党前领导人吉尔·格林以及著名活动家皮特·西格和安吉拉·戴维斯在1991年12月的美国共产党全国会议上领导了一场改革运动。由于未能赢得大多数美国共产党成员的支持，该团体退出美国共产党，并召开会议，试图建立一个新组织，吸引独立的左翼分子和那些曾因政策问题而离开美国共产党的社会主义者。2000年，该组织改名为争取民主和社会主义通讯委员会。除了美国共产党，该组织还允许成员同时加入美国民主社会主义者和美国社会党。其出版物包括《对话和倡议》《交汇》。